# Milt Jackson
Milton Jackson, conosciuto anche come "Bags", detto Milt (Detroit, 1º gennaio 1923 – New York, 9 ottobre 1999), è stato un vibrafonista e compositore statunitense di musica jazz.

## Biografia
Milt Jackson è stato considerato, durante tutta la sua carriera, uno fra i migliori vibrafonisti in circolazione.
Scoperto da Dizzy Gillespie, che lo include nella sua Big Band nel 1946, registra con lui un disco diventando, dopo questa esperienza, molto richiesto come sideman. Dal 1948 al 1959 è con Charlie Parker, Thelonious Monk e la Woody Herman Orchestra, e figura in molte altre collaborazioni discografiche, tra cui quella con Miles Davis per l'album Bags' Groove della cui title track era l'autore (Bags era il soprannome di Jackson, a causa delle borse che gli venivano sotto gli occhi quando stava alzato fino a tardi, il che avveniva di frequente). Per altri due anni suona con il sestetto di Dizzy Gillespie.
Nel 1952 registra con un quartetto che comprende John Lewis, Percy Heath e Kenny Clarke. Questa è la formazione (con l'introduzione di Connie Kay alla batteria al posto di Clarke nel 1955) che subito dopo diventerà il Modern Jazz Quartet, un gruppo che rimarrà attivo – con grande successo e molte critiche dei puristi che non apprezzavano l'immagine "colta", "europea" e "concertistica" che essi proiettavano – fino al 1974.
Nonostante gli impegni con il Modern Jazz Quartet, tiene regolari collaborazioni con Miles Davis, John Coltrane e Thelonious Monk e continua a incidere a suo nome. A metà degli anni sessanta crea un gruppo formato da ottimi musicisti che lo impegnerà insieme al Modern Jazz Quartet. Nel 1974 il Quartet si scioglie per problemi finanziari e Jackson continua la sua attività con gruppi di all stars e con il suo combo. Nel 1981 il Modern Jazz Quartet è nuovamente attivo e Milt alterna gli impegni con il quartetto ad incisioni come leader.
Muore a settantasei anni per cancro al fegato. È sepolto nel Woodlawn Cemetery di New York.

## Discografia
- 1948 - Howard McGhee and Milt Jackson
- 1948 - Milt Jackson
- 1949 - Bluesology
- 1951 - The First Q
- 1951 - The Quartet
- 1951 - Milt Jackson
- 1952 - All Star Bags
- 1952 - Quartet, Quintet
- 1952 - Wizard of the Vibes
- 1954 - A Date in New York
- 1954 - Opus De Funk
- 1954 - Milt Jackson Quintet
- 1955 - Opus De Jazz
- 1955 - Soul Pioneers
- 1955 - The Milt Jackson Quartet
- 1956 - Roll 'Em Bags
- 1956 - The Jazz Skyline
- 1956 - The Art of Milt Jackson
- 1956 - Ballads & Blues
- 1956 - Second Nature
- 1956 - Jackson' Ville
- 1957 - Soul Brothers
- 1957 - Plenty, Plenty Soul
- 1957 - Bags & Flutes
- 1958 - Bags' Opus
- 1958 - Bean Bags
- 1959 - Ballad Artistry of Milt Jackson
- 1959 - Bags and Trane
- 1960 - Vibrations
- 1961 - Soul Meeting
- 1961 - Statements
- 1961 - Bags Meets Wes!
- 1961 - Statements
- 1962 - Big Bags
- 1962 - Invitation
- 1963 - For Someone I Love
- 1963 - Live at the Village Gate
- 1964 - In a New Setting
- 1964 - Jazz 'N' Samba
- 1965 - At the Museum of Modern Art
- 1967 - Born Free
- 1968 - Milt Jackson and the Hip String Quartet
- 1969 - Just the Way It Had to Be
- 1969 - That's the Way It Is
- 1969 - Memphis Jackson
- 1972 - Goodbye
- 1972 - Sunflower
- 1974 - Olinga
- 1975 - Montreux '75
- 1975 - The Milt Jackson Big Four
- 1975 - The Big 3
- 1976 - From Opus De Jazz to Jazz Skyline
- 1976 - Feelings
- 1976 - At the Kosei Nenkin
- 1977 - Soul Fusion
- 1977 - Montreux '77
- 1978 - Soul Believer
- 1979 - Bags' Bag
- 1980 - Night Mist
- 1980 - All Too Soon: The Duke Ellington Album
- 1980 - Big Mouth
- 1981 - Ain't But a Few of Us Left
- 1982 - Memories of Thelonious Sphere Monk
- 1982 - Mostly Duke
- 1982 - A London Bridge
- 1983 - Soul Route
- 1983 - Jackson, Johnson, Brown & Company
- 1983 - Milt Jackson & Company
- 1984 - It Don't Mean a Thing If You Can't Tap Your Foot to It
- 1985 - Brother Jim
- 1987 - Bags Meets Wes!
- 1988 - Bebop
- 1990 - The Harem
- 1990 - Fuji Mama
- 1991 - Milt Jackson and Strings
- 1992 - The Big Band, Vol. 1
- 1993 - Reverence
- 1993 - Reverence and Compassion
- 1994 - The Prophet Speaks
- 1995 - Burnin' in the Woodhouse
- 1996 - High Fly
- 1996 - The Big Band, Vol. 2
- 1997 - Sa Va Bella (For Lady Legends)
- 1999 - Explosive!
- 2000 - Olinga
- 2002 - Greatest Reunion
- 2004 - Bags Meets Wes!
- 2006 - M & M
- 2006 - Invitation
- 2006 - At the Montreux Jazz Festival 1975